# Walnut Grove (Mississippi)
Walnut Grove is een plaats (town) in de Amerikaanse staat Mississippi, en valt bestuurlijk gezien onder Leake County.

## Demografie
Bij de volkstelling in 2000 werd het aantal inwoners vastgesteld op 488.
In 2006 is het aantal inwoners door het United States Census Bureau geschat op 1424, een stijging van 936 (191,8%).

## Geografie
Volgens het United States Census Bureau beslaat de plaats een oppervlakte van
2,1 km², geheel bestaande uit land. Walnut Grove ligt op ongeveer 110 m boven zeeniveau.

## Plaatsen in de nabije omgeving
De onderstaande figuur toont nabijgelegen plaatsen in een straal van 24 km rond Walnut Grove.